# Природа любви (фильм)
«Природа любви» (фр. Simple comme Sylvain, буквальный перевод — «Просто, как Сильвен») — художественный фильм канадского режиссёра Монии Шокри с Магали Лепин Блондо и Пьером-Ивом Кардиналом в главных ролях. Его премьера состоялась в 2023 году. Картина стала лауреатом премии «Сезар» в номинации «лучший иностранный фильм».

## Сюжет
Главные герои фильма — Сильвен и София, которые начинают встречаться. При этом остаётся неясным, есть ли у их отношений перспективы.

## В ролях
- Магали Лепин Блондо
- Пьер-Ив Кардинал

## Восприятие
«Природа любви» стала лауреатом премии «Сезар» в номинации «лучший иностранный фильм». Михаил Трофименков охарактеризовал картину как «великолепную сатиру», которая иногда, показывая безумную страсть героев, «соскальзывает куда-то в сторону „Девяти с половиной недель“».